# Diarrhena
Diarrhena  P.Beauv., 1812 è un genere di piante appartenenti alla famiglia delle Poacee. È l'unico genere della tribù Diarrheneae Tateoka ex C.S.Campb., 1985.

## Etimologia
Il nome del genere deriva dal greco ("dis" = due e "arhen" = maschio) e fa riferimento ai fiori con due stami tipici di questo genere.

## Distribuzione e habitat
Il genere ha un areale disgiunto che si estende in Asia orientale  e in Nord America .

## Tassonomia
Il genere comprende le seguenti specie:
- Diarrhena americana P.Beauv.
- Diarrhena fauriei (Hack.) Ohwi
- Diarrhena japonica Franch. & Sav.
- Diarrhena mandshurica Maxim.
- Diarrhena obovata (Gleason) Brandenburg

In passato le specie asiatiche venivano attribuite al genere Neomolinia, attualmente considerato sinonimo di Diarrhena.